# Chiesa di San Niccolò dei Greci
La chiesa di San Niccolò dei Greci (anche : San Nicola di Mira; Klisha e Shën Kollit in arbëresh), nota come "chiesa greca", sorge nel centro storico di Lecce. È sede della parrocchia di San Nicola di Mira appartenente all'eparchia di Lungro; al suo interno si svolgono funzioni di rito bizantino.

## Storia
Dalla fine del XV secolo una forte migrazione di popolazioni albanesi aveva interessato l'Italia, in particolare l'area meridionale, spinti dalle persecuzioni ottomane verso l'esilio per la libertà di culto e etnico-sociale. Gli albanesi in Italia avevano edificato nuove comunità in tutta Italia, anche nella provincia di Salento e nel tempo piccoli gruppi si erano trasferiti nella città di Lecce, creando una comunità compatta e omogenea, con una propria chiesa in rito bizantino. La storia delle comunità di rito bizantino, assai numerose in Terra d'Otranto, trova un'importante testimonianza nella Chiesa di San Nicolò dei Greci, parrocchia della colonia albanese e greca residente in città.
Fino al 1575, la parrocchia San Niccolò dei Greci ebbe la sua sede in una cappella con annessa casa canonica, ubicata dove attualmente sorge la Chiesa del Gesù in Piazzetta Castromediano. Concessa l'area ai Gesuiti, la cappella venne distrutta e la colonia greca fu costretta a trasferirsi in altre chiese, fino a trovare definitiva sistemazione in quella di San Giovanni del Malato che fu riconsacrato a San Nicolò, detta dei Greci per i suoi riti orientali definiti greci (greco-cattolici).
La chiesa risale probabilmente agli stanziamenti bizantini dell'Italia meridionale (IX secolo). Nel 1765, su disegno dei architetti Francesco Palma, Lazzaro Marsione, Lazzaro Lombardo e Vincenzo Carrozzao, l'edificio fu ricostruito venendo così ad assumere l'attuale connotazione tardobarocca con l'altare ad est [verso il sorgere del sole] e l'ingresso ad ovest [verso il tramonto] secondo l'architettura bizantina.

## Descrizione

### Esterno
La semplice facciata risulta tripartita da un doppio ordine di paraste, scandite orizzontalmente da una trabeazione. All'unico portale, con lunetta dal cartiglio barocco, corrisponde in alzato una finestra dal profilo mistilieno. L'ordine superiore, chiuso lateralmente da pinnacoli, risulta, movimentato, alleggerita da una decorazione a girali lapidei. 

### Interno
Lo spazio interno presenta uno sviluppo ad aula unica monoabsidata, scandita in tre campate coperta a volta. Alcuni saggi, effettuati in occasione dei restauri, hanno individuato l'impianto dell'antica chiesa di fondazione medioevale, a tre navate chiuse da abside con tracce di affreschi, ancora visibili nell'attuale zona absidale. 

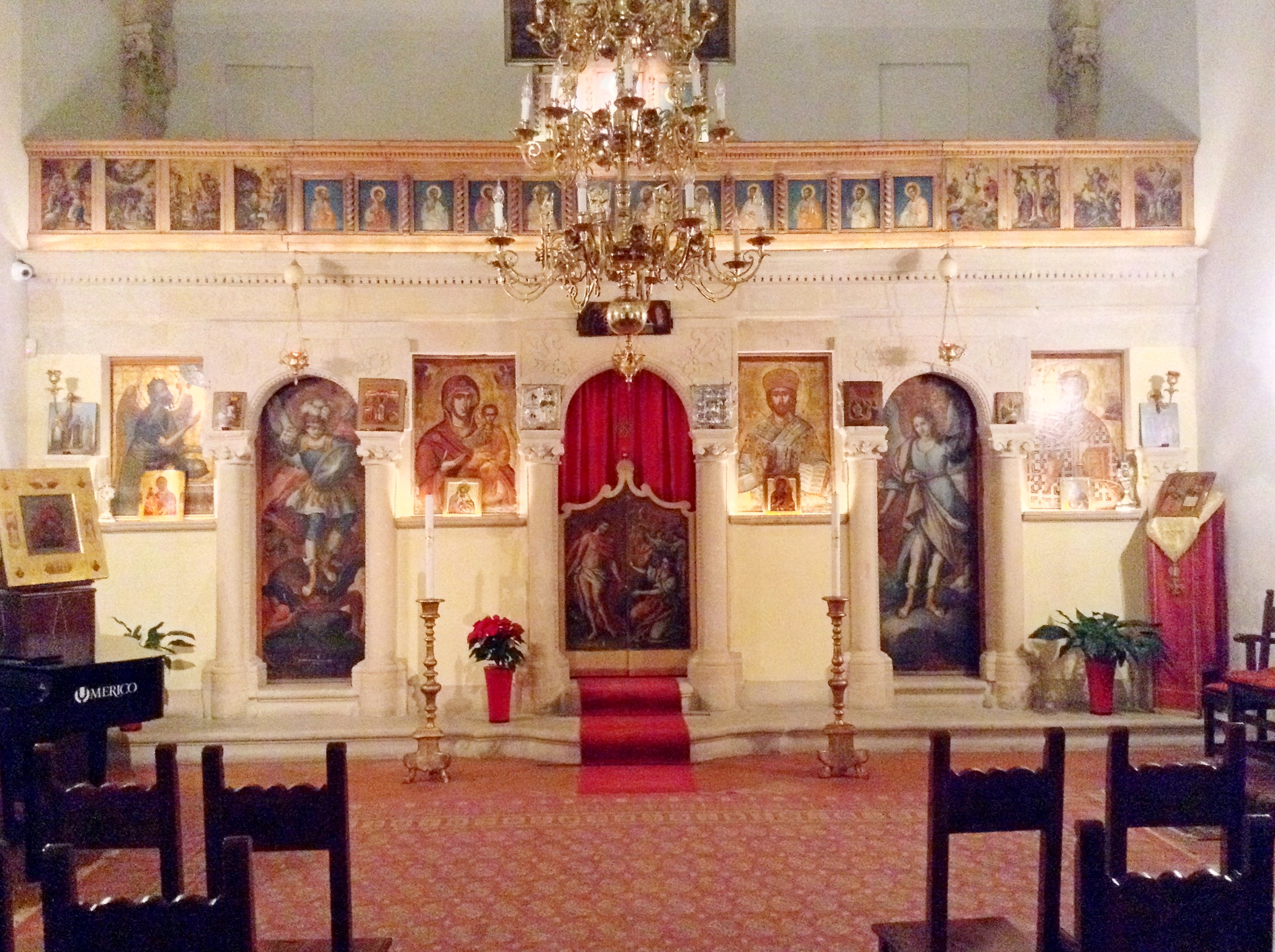
Iconostasi

L'articolazione dello spazio liturgico riflette la funzionalità di chiesa bizantina. L'aula destinata ai fedeli è, infatti, separata dalla zona dell'altare (bema) tramite l'iconostasi in pietra leccese che, dotata di tre ingressi, accoglie tavole dipinte. Nel registro inferiore, allocate negli spazi tra le porte, sono le quattro icone raffiguranti [da sinistra] San Giovanni Battista, la Vergine col Bambino (Hodigitria), Gesù Sommo Sacerdote, San Nicola, delle quali le ultime tre conservano l'originaria stesura cinquecentesca. I dipinti della porta centrale, detta Reale, e di quelle laterali, rispettivamente con il “Noli me tangere” (non mi toccare), gli Arcangeli Michele e Gabriele, sono attribuiti a un pittore pugliese attivo tra il XVII e il XVIII secolo. Nel registro superiore sono la sequenza dei Dodici Apostoli fiancheggiata lateralmente dalle scene (quattro per lato) della vita di Cristo e della Vergine, il Crocifisso svettante al di sopra delle tre tavole della Deesis e inquadrato dalle immagini della Vergine Addolorata e di San Giovanni Evangelista. 

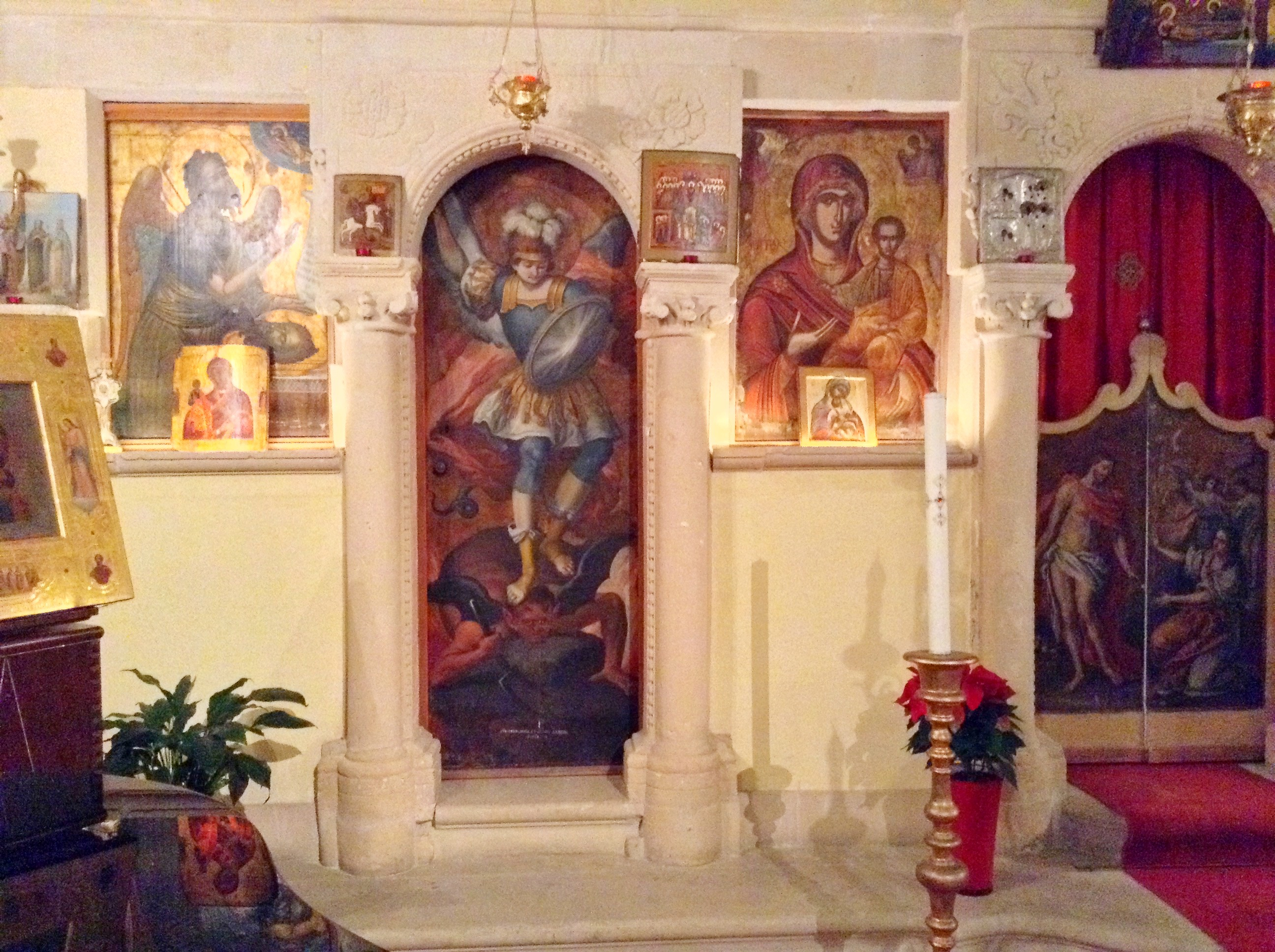
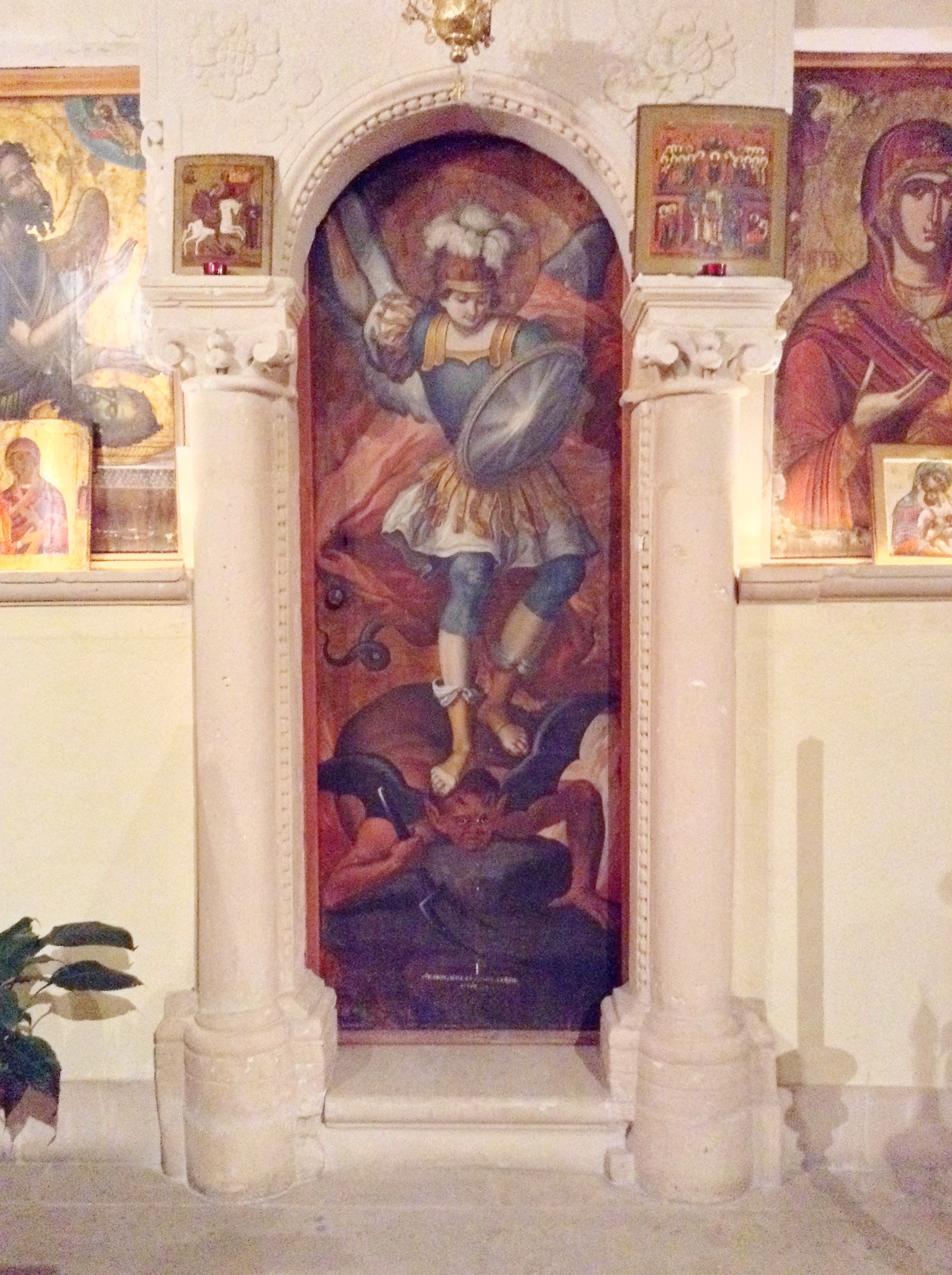
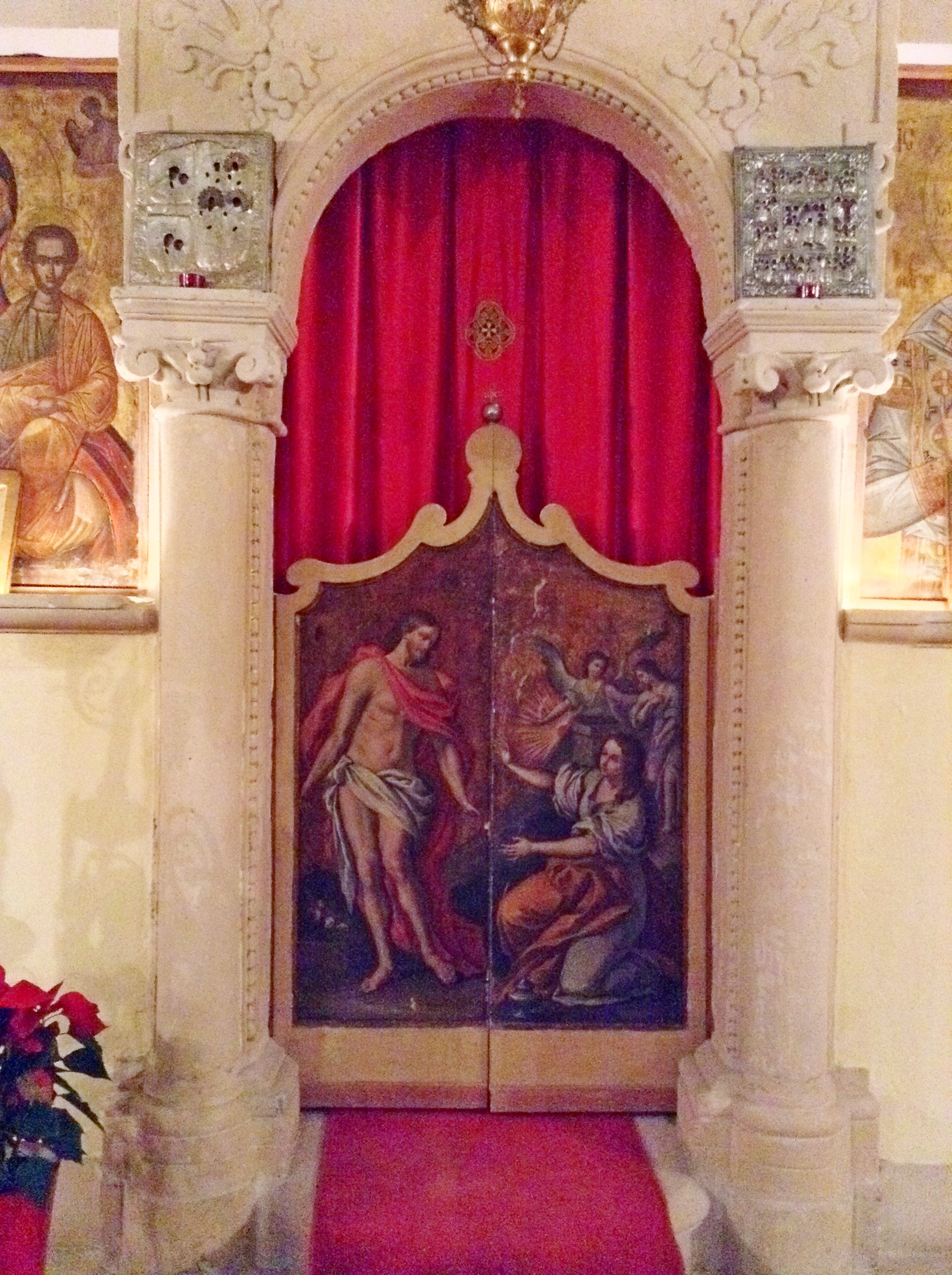
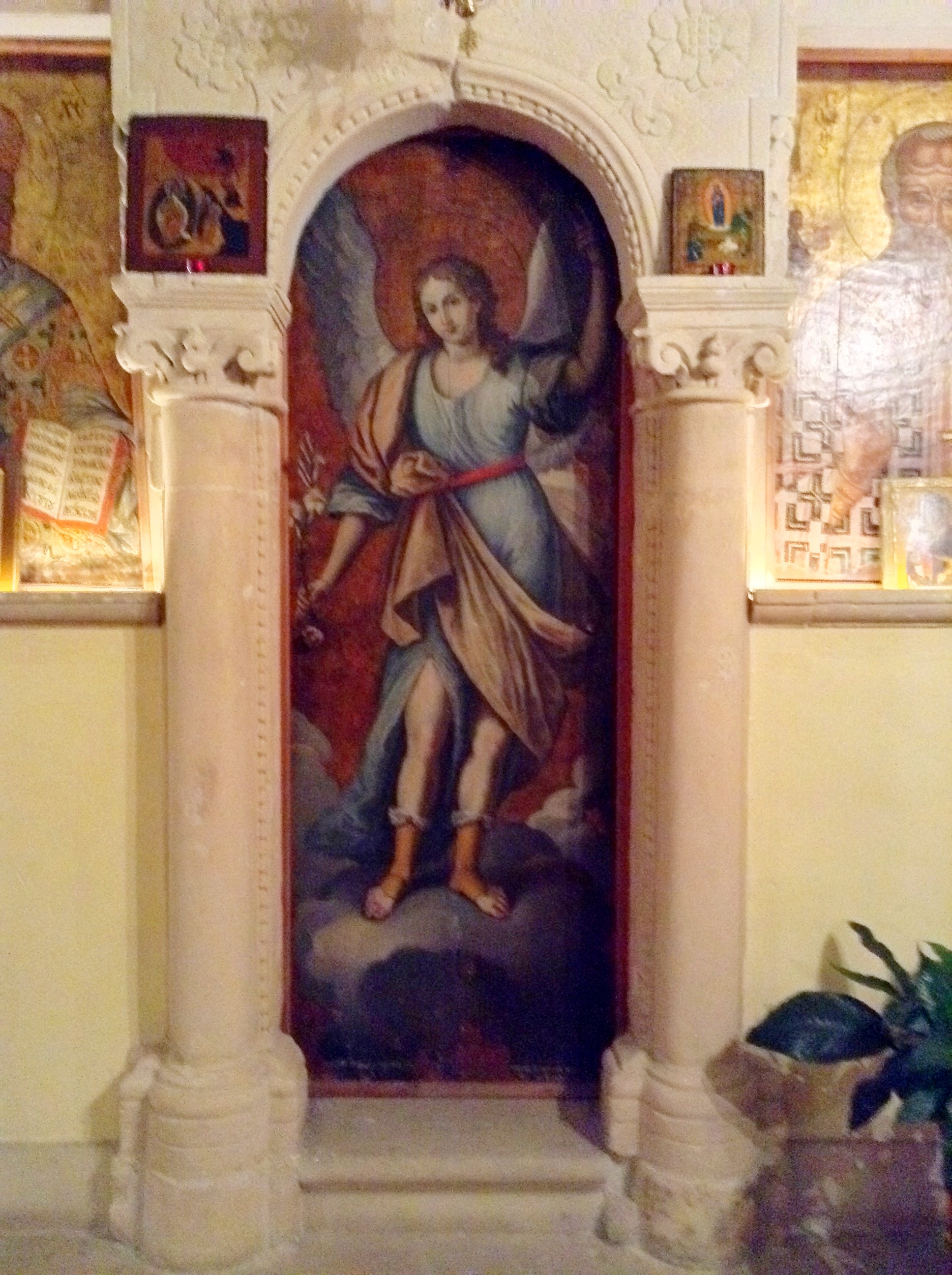
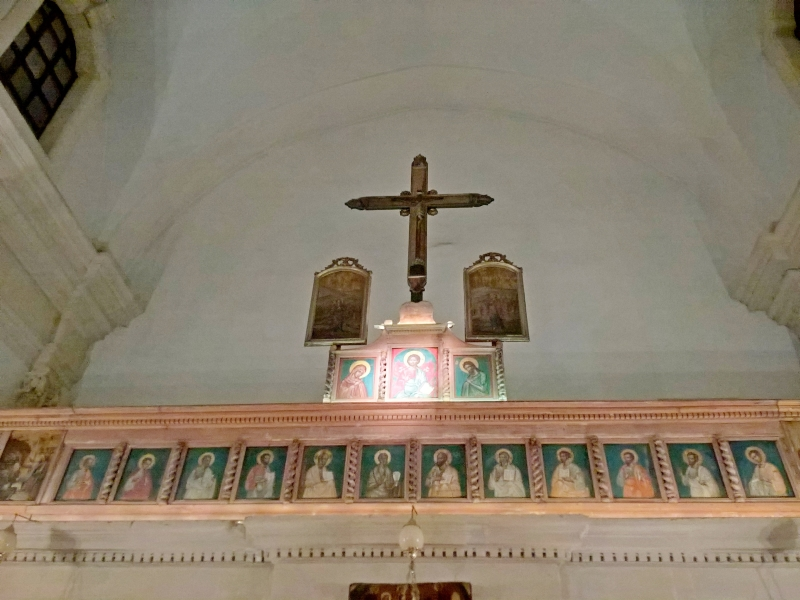

L'altare, che si trova dietro l'iconostasi, ha, secondo i canoni della liturgia bizantina, due mense laterali, la protesi a sinistra e il diaconicon, ed altre tavolette come la Trinità e la Vergine in trono, quest'ultima per la porticina della custodia.

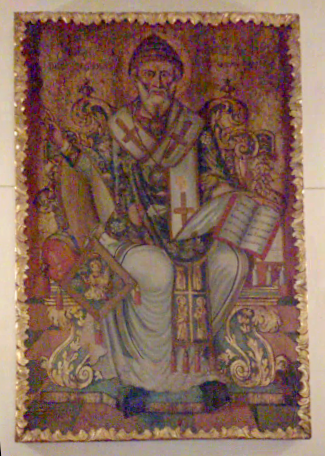
Demetrio Bogdano: San Spiridione in trono, 1775

Degna di nota sono le tavole del Cristo Morto e di San Spiridione in trono, datate 1775. quest'ultima realizzata su un dipinto precedente e firmata da papàs Demetrio Bogdano (Dhimitër Bogdani; 1753-1841), prete-pittore, originario di Corfù. Bogdano fu parroco della chiesa fino al 1841 e intervenne sull'iconostasi dipingendo ex novo o ridipingendo alcune tavole.
Dai pittori cretesi attivi a Venezia la comunità greca di Lecce acquistò alcune tavole; certamente la Hodigitria, il Cristo re dei re e San Nicola.

## Il rito
Segno ininterrotto della tradizione bizantina in Terra d'Otranto, la chiesa è ancora oggi parrocchia di rito bizantino, dipendente dall'Eparchia di Lungro, in provincia di Cosenza. La divina liturgia viene celebrato in greco antico o in albanese. La preminenza della lingua greca nelle feste maggiori, in passato, ha fatto sì che queste popolazioni fossero scambiate per greche e non riconosciute per albanesi. Questo perché, sino all'Alto Medioevo, la lingua più utilizzata nella Chiesa d'Oriente, pur nella diversità di popolazioni ed etnie, era il greco antico (caso simile nella Chiesa d'Occidente in cui lo era il latino).
Il suo santo patrono è San Nicola di Mira, un santo molto venerato dalle comunità albanesi, che si chiamano arbëreshë. La chiesa di San Niccolò dei Greci è la parrocchia della comunità arbëreshe residente a Lecce. Oggi la parrocchia possiede anche nuove icone in stile bizantino.